# Love or Nothing
Love or Nothing ist eine Serie des südkoreanischen TV-Senders MBC.

## Inhalt
Love or Nothing handelt von drei Schwestern und ihrer Mutter, die ihr Leben unabhängig von Männern leben. Die Mutter will ständig im Mittelpunkt stehen. Ihre älteste Tochter ist unverheiratet und sucht einen Mann; da sie Karriere machte, anstatt Hausfrau zu werden, blieb ihr keine Zeit für Männer. Die zweitälteste Tochter ist bekannt für ihr Wesen und die Jüngste würde am liebsten ein Leben wie eine Prinzessin führen.